# Simon Wiesenthal
Simon Wiesenthal (Buczacz, Imperi Austrohongarès, actualment Ucraïna, 31 de desembre de 1908 – Viena, 20 de setembre de 2005) va ser un investigador jueu que després d'haver estat presoner en diversos camps de concentració durant la Segona Guerra Mundial, va dedicar la major part de la seva vida a localitzar i identificar criminals de guerra nazis fugitius per tal que fossin lliurats a la justícia.
D'entre els nazis que va ajudar a trobar destaquen Adolf Eichmann, que va ser capturat per Israel a Buenos Aires el 1960, i Franz Stangl, que va ser extradit pel Brasil a la República Federal d'Alemanya el 1967. Wiesenthal va rebre el Premi Erasmus per la seva contribució a la construcció d'Europa el 1992.

## Primers anys
Simon Wiesenthal va néixer a Buczacz (prop de Lviv, Galítsia), que actualment forma part d'Ucraïna però que l'any 1910 pertanyia a l'Imperi Austrohongarès i en el període d'entreguerres a Polònia. En no poder-se matricular a la Universitat Politècnica Nacional de Lviv degut a les restriccions que s'aplicaven als jueus, Wiesenthal va estudiar a la Universitat Tècnica Txeca de Praga, on es va graduar en arquitectura el 1932. El 1936 es va casar amb Cyla Muller.

## Segona Guerra Mundial
Com a conseqüència de la partició de Polònia el 1939 arran del pacte Mólotov-Ribbentrop entre Alemanya i la Unió Soviètica, la ciutat de Lviv va passar a formar part d'aquesta última. En aquest nou escenari va tenir lloc una purga de comerciants, empresaris i altres professionals jueus. El padrastre de Wiesenthal va ser arrestat per l'NKVD i acabaria morint en una presó soviètica, i el seu germanastre seria assassinat.

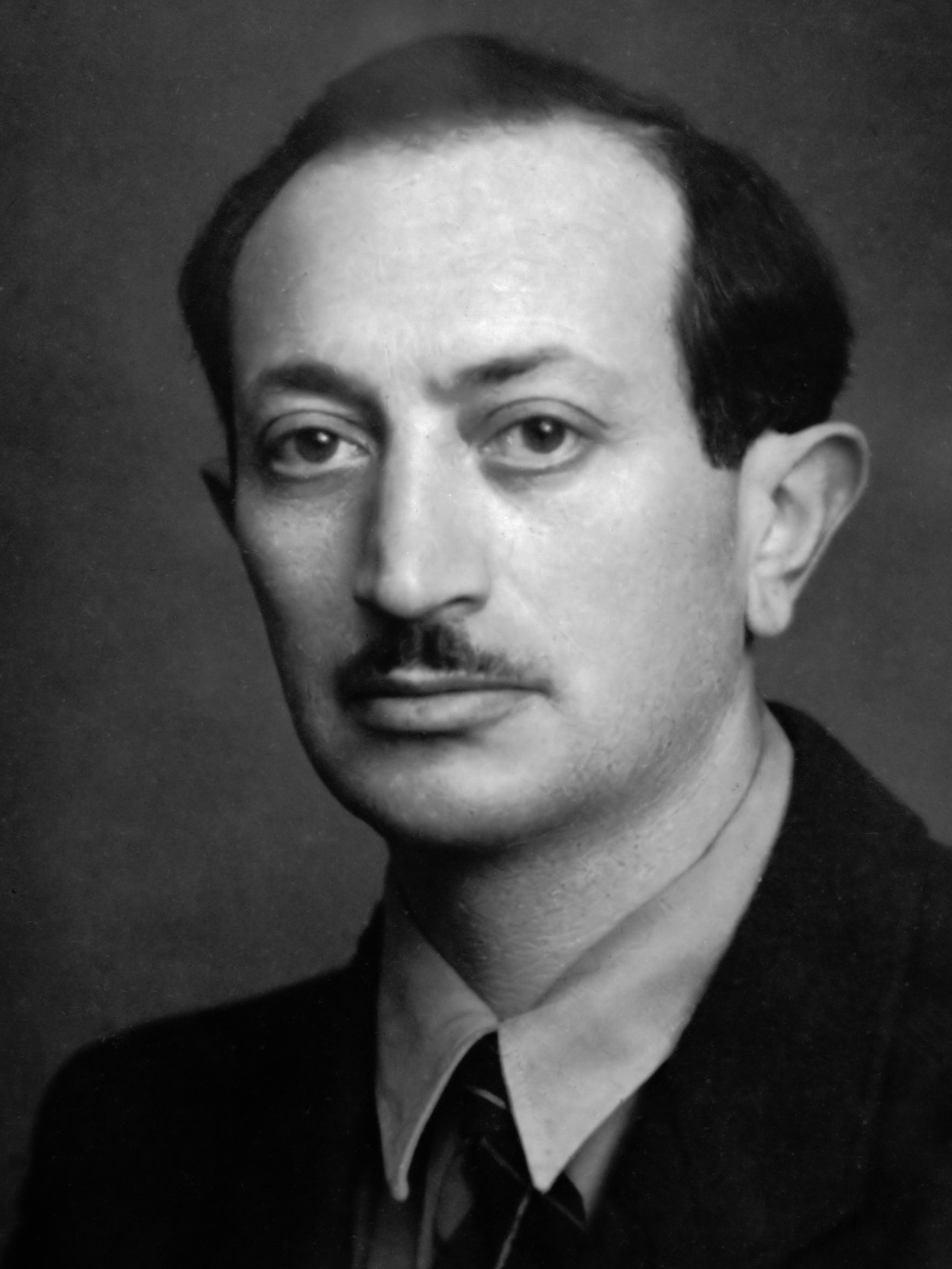
Simon Wiesenthal a principis dels anys 1940.

Amb la invasió alemanya el juny de 1941, Wiesenthal i Cyla van ser internats al camp de concentració de Janowska, als afores de Lviv, i forçats a treballar en un camp satèl·lit. Gràcies a l'organització clandestina Armia Krajowa, Cyla va obtenir documents d'identitat falsos i es va traslladar a Varsòvia, va passar per diversos camps de treball i va sobreviure a la guerra. En canvi, la mare de Wiesenthal va ser treta del gueto de Lviv i internada al camp d'extermini de Belzec, on va morir l'agost de 1942. Segons Wiesenthal, entre ell i la seva dona Cyla van perdre un total de 89 familiars durant l'Holocaust.
L'octubre de 1943, Wiesenthal es va escapar del camp de concentració just abans que els alemanys comencessin a matar tots els presoners. Tanmateix, el juny de 1944 va ser capturat de nou quan estava amagat a Lviv, i internat a les restes del camp de Janowska quan l'exèrcit roig ja s'apropava. Aleshores, els pocs presoners que quedaven vius van ser evacuats cap a l'oest fins a la ciutat de Przemyśl. Després, el setembre de 1944 van tornar a ser conduïts més a l'oest, fins al camp de concentració de Płaszów.
L'octubre del mateix any, Wiesenthal va tornar a ser traslladat, aquest cop fins al camp de concentració de Gross-Rosen, a la Baixa Silèsia. El gener de 1945 va ser evacuat degut a l'avenç de les tropes soviètiques, en una marxa a peu fins a Chemnitz, gairebé 250 km cap a l'oest. Wiesenthal va ser un dels pocs que van sobreviure a la caminada. Des de Chemnitz, els presoners van ser traslladats amb camions fins a Buchenwald, i després cap al sud fins al camp de concentració de Mauthausen, on van arribar a mitjans de febrer. Quan els estatunidencs van alliberar Mauthausen el 5 de maig de 1945, Wiesenthal pesava poc més de 40 quilograms.

## Caçador de nazis
Un cop lliure, Simon Wiesenthal va preparar una llista amb els noms d'un centenar de criminals nazis —la majoria guàrdies, comandants dels camps i membres de la Gestapo— i la va entregar a l'oficina de Crims de Guerra de l'exèrcit dels Estats Units. El febrer de 1947, Wiesenthal i altres 30 voluntaris van fundar a Linz el Centre de Documentació Històrica Jueva (Zentrum für jüdische historische Dokumentation) amb l'objectiu de recopilar informació per a futurs judicis sobre crims de guerra. Van recollir 3.289 testimonis de supervivents dels camps de concentració que encara vivien a Europa. Tanmateix, quan la Guerra Freda entre els Estats Units i la Unió Soviètica es va intensificar, va disminuir l'interès per jutjar els criminals nazis, de manera que el 1954, l'oficina de Linz va tancar i els arxius van ser traslladats al Iad va-Xem d'Israel, excepte un, el dossier sobre Adolf Eichmann. Després de la captura d'aquest, el 1961 Wiesenthal tornaria a obrir el Centre de Documentació Jueva a Viena. El 1974 va dir al seu biògraf Alan Levy:
| \| « \| When the Germans first came to my city in Galicia, half the population was Jewish: one hundred fifty thousand Jews. When the Germans were gone, five hundred were alive. ... Many times I was thinking that everything in life has a price, so to stay alive must also have a price. And my price was always that, if I lived, I must be deputy for many people who are not alive. \| Quan els alemanys van arribar a la meva ciutat de Galítsia, la meitat de la població era jueva: cent cinquanta mil jueus. Quan els alemanys en van marxar, en quedaven cinc-cents. ... Moltes vegades he pensat que a la vida tot té un preu, per tant haver sobreviscut també té un preu. I el meu preu sempre ha estat el de representar tots aquells que no estan vius. \| » \| | | |   |
| « | When the Germans first came to my city in Galicia, half the population was Jewish: one hundred fifty thousand Jews. When the Germans were gone, five hundred were alive. ... Many times I was thinking that everything in life has a price, so to stay alive must also have a price. And my price was always that, if I lived, I must be deputy for many people who are not alive. | Quan els alemanys van arribar a la meva ciutat de Galítsia, la meitat de la població era jueva: cent cinquanta mil jueus. Quan els alemanys en van marxar, en quedaven cinc-cents. ... Moltes vegades he pensat que a la vida tot té un preu, per tant haver sobreviscut també té un preu. I el meu preu sempre ha estat el de representar tots aquells que no estan vius. | » |

### Adolf Eichmann

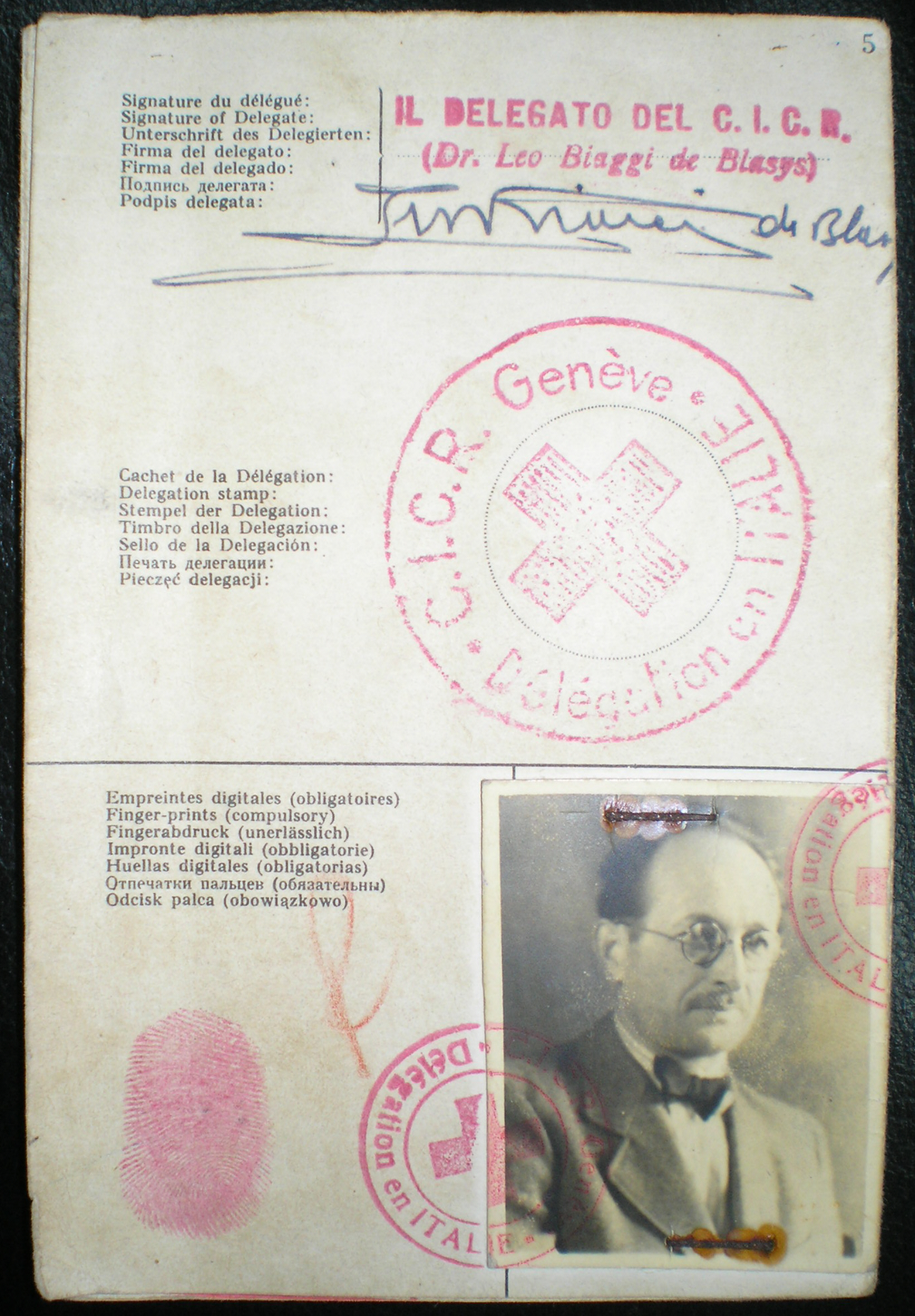
Document amb el nom de Ricardo Klement que Eichmann va utilitzar per entrar a l'Argentina el 1950.

Wiesenthal va saber el 1953 que Adolf Eichmann, responsable de l'aplicació de la solució final, havia estat vist a Buenos Aires, i va passar la informació a l'ambaixada israeliana de Viena. Quan el pare d'Eichmann va morir el 1960, Wiesenthal va encarregar a detectius privats que fotografiessin els membres de la família, ja que sabia que el germà d'Eichmann, Otto, s'hi assemblava molt i no hi havia imatges del fugitiu. Aquestes fotografies van ser enviades al Mossad el 18 de febrer de 1960 i van servir per capturar Eichmann, el qual seria jutjat a Israel, condemnat a mort i executat l'1 de juny de 1962.

### Franz Stangl
El 21 de febrer de 1964, una dona es va presentar al despatx de Wiesenthal a Viena. Acabava de llegir un article a la premsa sobre el camp d'extermini de Treblinka on hi apareixia una fotografia de Franz Stangl, que va ser comandant dels camps de Sobibor i Treblinka, i va explicar que estava casat amb una cosina seva i que vivien al Brasil. Un cop localitzat, Stangl va ser extradit a la República Federal d'Alemanya. Jutjat i condemnat a cadena perpètua, moriria d'un atac de cor a la presó de Düsseldorf el 28 de juny de 1971.

### Josef Mengele
Wiesenthal, juntament amb Hermann Langbein, van demanar al govern de la República Federal d'Alemanya que presentés una ordre d'extradició de Josef Mengele, el sàdic metge del camp d'extermini d'Auschwitz. Langbein havia descobert els documents del divorci de Mengele on hi constava una adreça de Buenos Aires. Tanmateix, quan l'Argentina va autoritzar l'extradició el 30 de juny de 1960, Mengele ja havia fugit al Paraguai, on va trobar la protecció d'Alfredo Stroessner. Després es va instal·lar al Brasil i acabaria morint en una platja de l'estat de São Paulo el 1979.

### Hermine Braunsteiner

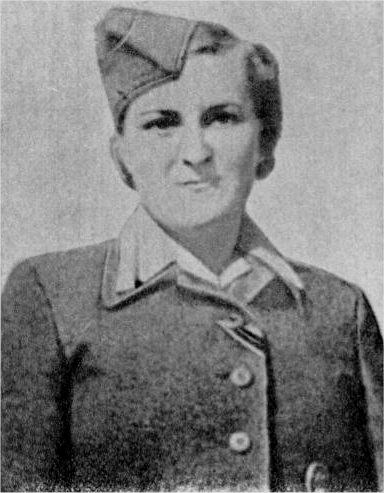
Hermine Braunsteiner, «l'euga de Majdanek».

Wiesenthal es va trobar el 1964 a Tel-Aviv una supervivent de Majdanek que li va explicar que en aquest camp d'extermini hi havia hagut una guàrdia que era coneguda com a «l'euga de Majdanek» per les brutals puntades de peu que etzibava a les seves víctimes. Es tractava d'Hermine Braunsteiner, que ja havia estat condemnada a tres anys de presó a Àustria pels delictes comesos al camp de concentració de Ravensbrück, però no al de Majdanek. Amb l'ajut de diversos col·laboradors, Wiesenthal va descobrir que Braunsteiner vivia a Nova York. Després d'un llarg procés d'extradició que es va fer efectiu el 7 d'agost de 1973, Braunsteiner va ser jutjada a la República Federal d'Alemanya —juntament amb altres nou acusats— i condemnada el 1981 a cadena perpètua. El 1996 seria alliberada per motius de salut.

### Altres criminals nazis
Erich Rajakowitsch: Wiesenthal va descobrir que Erich Rajakowitsch, responsable de la deportació de jueus dels Països Baixos, després d'haver estat vivint a l'Argentina, havia tornat a Europa i s'havia instal·lat a Itàlia. El 1962 va intensificar la persecució del nazi i aquest va iniciar un periple per diversos països europeus fins que, finalment, es va entregar a les autoritats austríaques el 14 d'abril de 1963. Al judici, tota l'acusació es va basar només en un tèlex, presentat per Wiesenthal, on Rajakowitsch confirmava la deportació de 83 jueus holandesos del camp d'internament de Drancy. La condemna va ser de dos anys i mig de treballs forçats, però va ser deixat en llibertat ja que havia estat en presó provisional.
Karl Silberbauer: el 1963, Wiesenthal va llegir a la premsa que Karl Silberbauer, l'home que va arrestar l'Anne Frank, havia estat localitzat i que treballava a la policia vienesa. La denúncia pública de Wiesenthal va aconseguir que Silberbauer fos suspès de feina temporalment però mai va ser jutjat per l'arrest de la família de l'Anne Frank.
Helga Willhaus: Helga Wilhaus era la dona de l'Untersturmführer de les SS Gustav Willhaus (mort el 1945), comandant del camp de concentració de Janowska. Va ser localitzada per Wiesenthal, denunciada a les autoritats i condemnada a cinc anys de presó per haver mort a trets, juntament amb el seu marit, un grup de presoners jueus mentre construïen un mur dins del camp. Va complir la condemna a la presó de Stuttgart.
Gustav Wagner: Wiesenthal va descobrir que Gustav Wagner, antic sotscomandant del camp d'extermini de Sobibor per sota de Franz Stangl, havia fugit amb aquest i també es trobava al Brasil. El 1978, a partir d'una fotografia d'antics criminals nazis que s'havien reunit a São Paulo per celebrar l'aniversari de Hitler, es va poder identificar Wagner. Quan la República Federal d'Alemanya va presentar la documentació per a l'extradició, Wagner es va suïcidar el 4 d'octubre de 1980.

## Pel·lícules sobre Wiesenthal
- Odessa (The Odessa File), 1974: dirigida per Ronald Neame, està basada en la novel·la homònima de Frederick Forsyth; Wiesenthal hi és interpretat per l'actor israelià Shmuel Rodensky.
- Els nens del Brasil (The Boys from Brazil), 1978: dirigida per Franklin J. Shaffner i basada en la novel·la homònima d'Ira Levin. El personatge d'Ezra Liebermann, interpretat per Laurence Olivier, està inspirat en Simon Wiesenthal.
- Wiesenthal, los asesinos entre nosotros (Murderers Among Us: The Simon Wiesenthal Story), 1989. Dirigida per Brian Gibson, és una pel·lícula biogràfica sobre Wiesenthal, el qual està interpretat per Ben Kingsley.
- The Art of Remembrance (Die Kunst des Erinnerns - Simon Wiesenthal), 1995. Documental sobre Wiesenthal dirigit per Johanna Heer i Werner Schmiedel.
- I Have Never Forgotten You: The Life & Legacy of Simon Wiesenthal, 2007. Un altre documental sobre Wiesenthal dirigit per Richard Trank i amb la narració de Nicole Kidman.

## Llibres
- Ich jagte Eichmann: Tatsachenbericht (I Chased Eichmann: A True Story). Gütersloh: S. Mohn, 1961.
- The Murderers Among Us: The Simon Wiesenthal Memoirs. Nova York: McGraw-Hill, 1967.
- The Sunflower: On the Possibilities and Limits of Forgiveness. Nova York: Schocken Books, 1969.
- Mauthausen: Steps beyond the Grave (dins Hunter and Hunted: Human History of the Holocaust). Nova York: Viking Press, 1973, p. 286–295.
- Every Day Remembrance Day: A Chronicle of Jewish Martyrdom. Nova York: Henry Holt, 1987.
- Justice, Not Vengeance. Nova York: Grove-Weidenfeld, 1989.
- Krystyna: The Tragedy of the Polish Resistance. Riverside: Ariadne Press, 1992.